# Dun Beag
Der Broch von Dun Beag  (deutsch „kleines Fort“ auch Struan genannt) liegt auf einem Hügel unweit des Loch Bracadale an der Westküste der Insel Skye, in den Highlands in Schottland. Nicht zu verwechseln mit Dunbeg Fort in Irland.

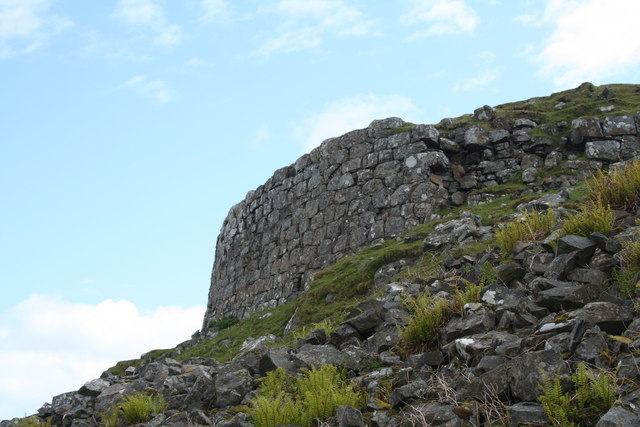
Broch von Dun Beag

## Lage
Die Lage von Dun Beag ist von der westlichen Seite dominierend für die Landschaft. Auf der Ostseite steigt das Gelände stetig und macht nicht den Eindruck von Uneinnehmbarkeit. Dun Beag kann als Orientierungspunkt für Seeleute gedient haben, um den Weg ins fjordähnliche Loch Harport zu finden. Die Lage des Semi-Brochs Dun Ardtreck auf der Südseite des Eingangs zum Loch Harport könnte diese Theorie stützen.

Dun Beag
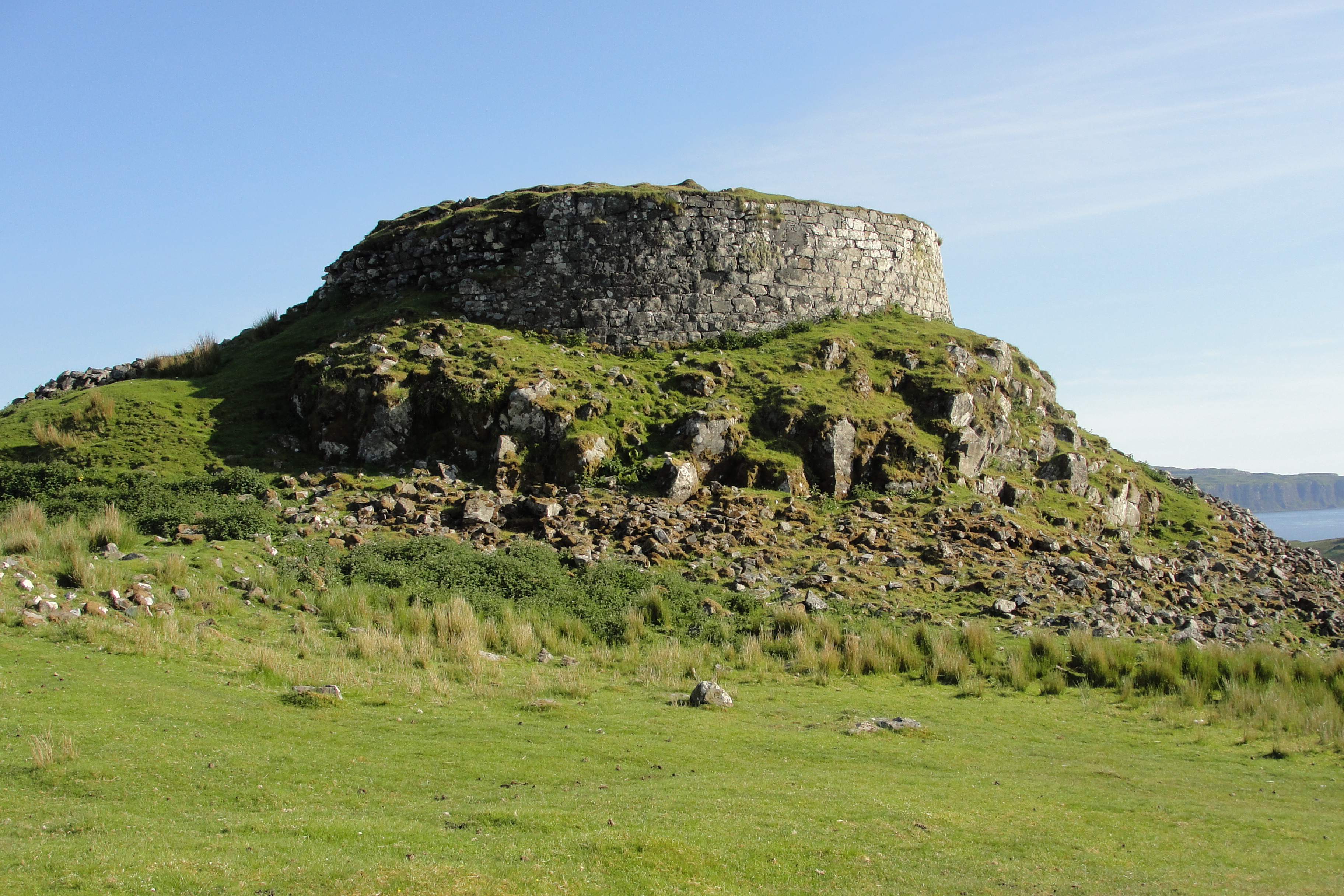
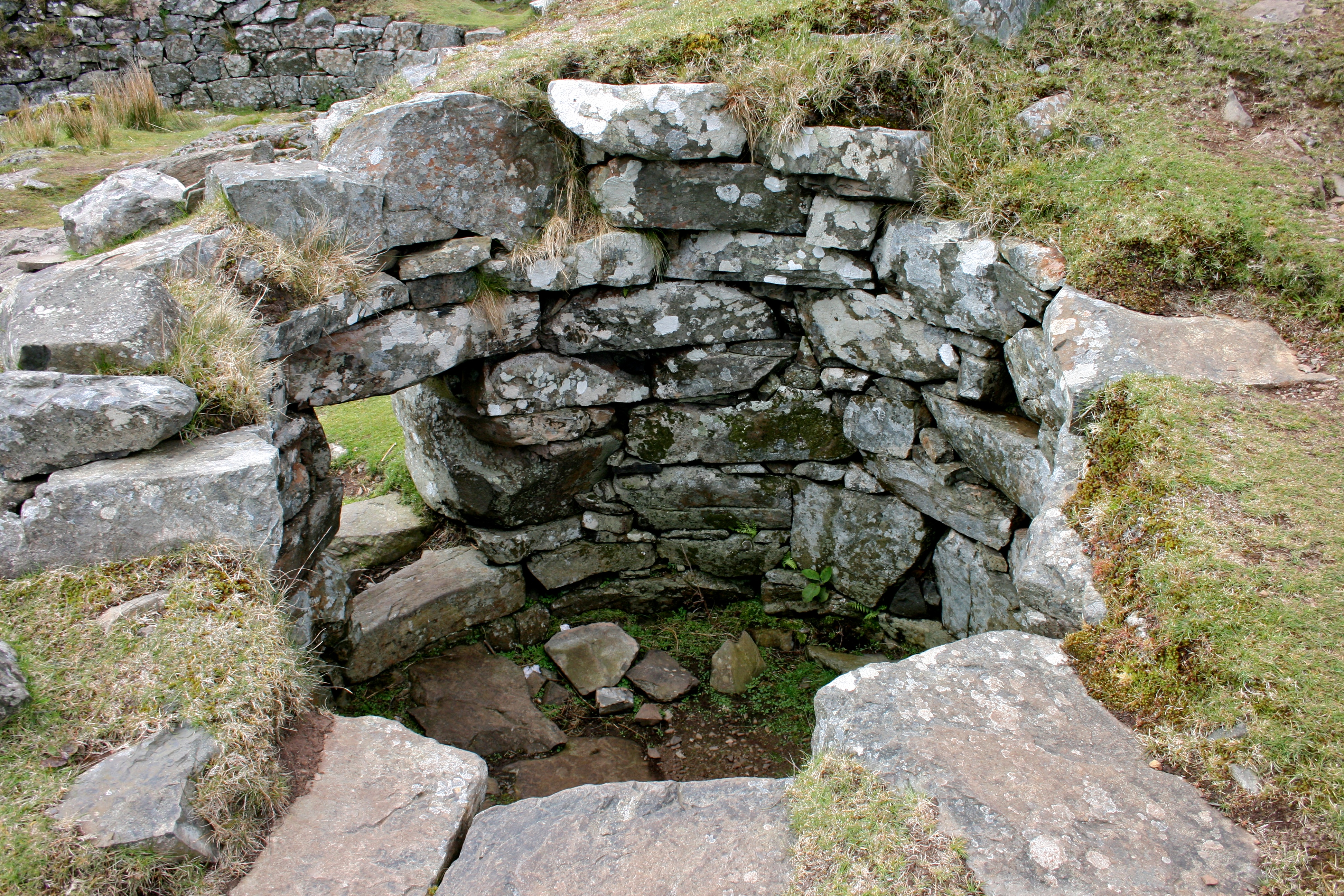
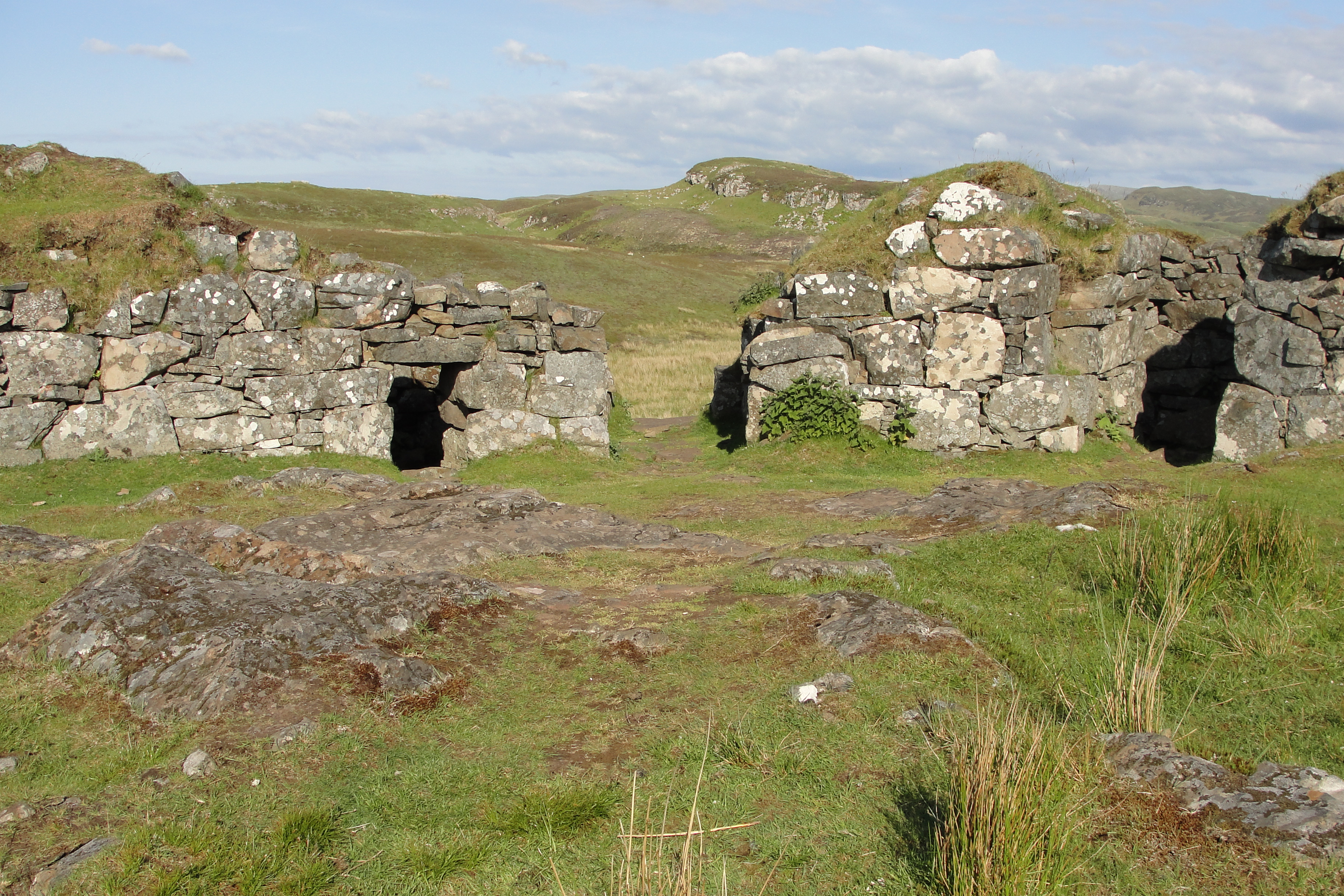
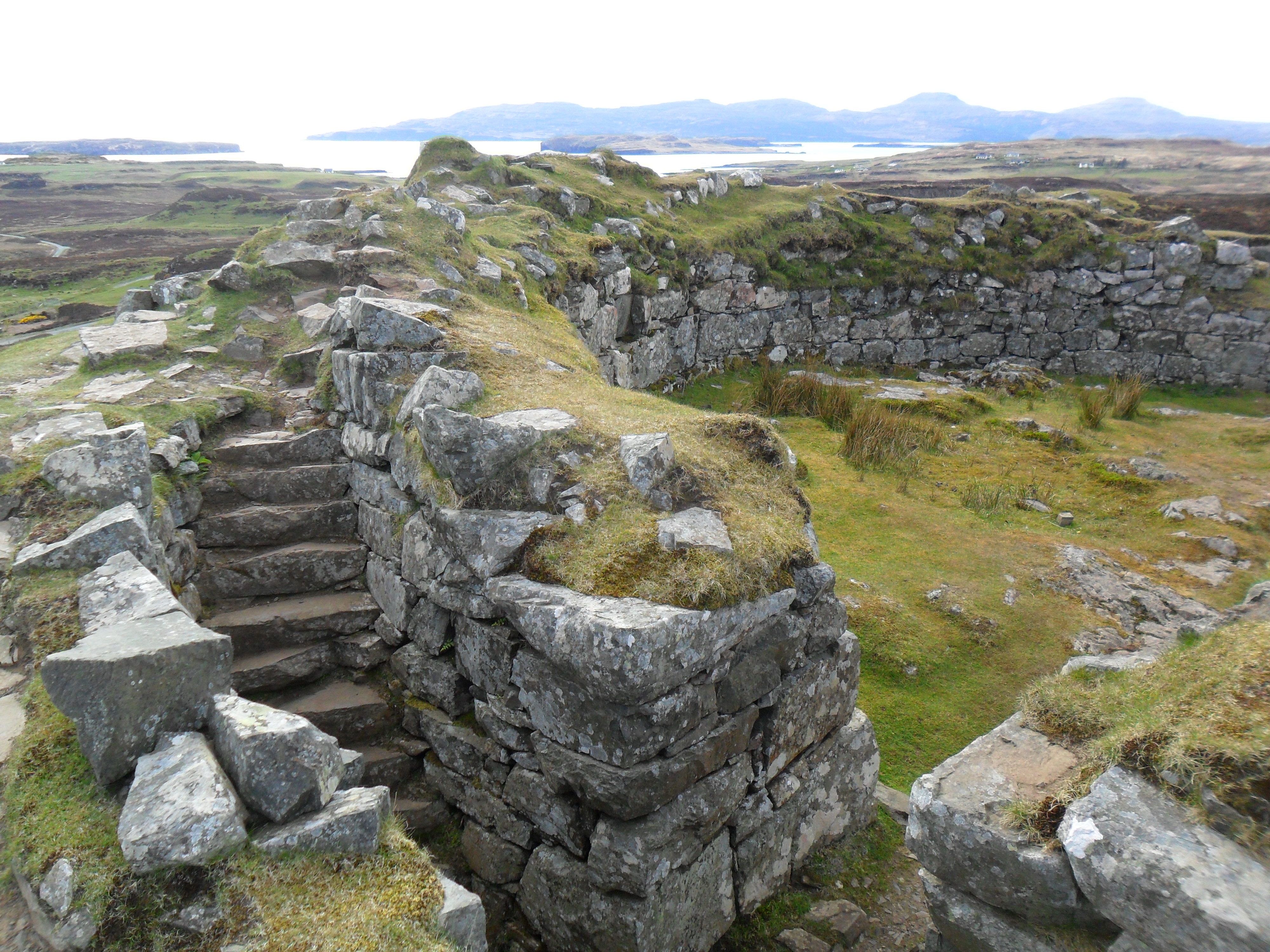
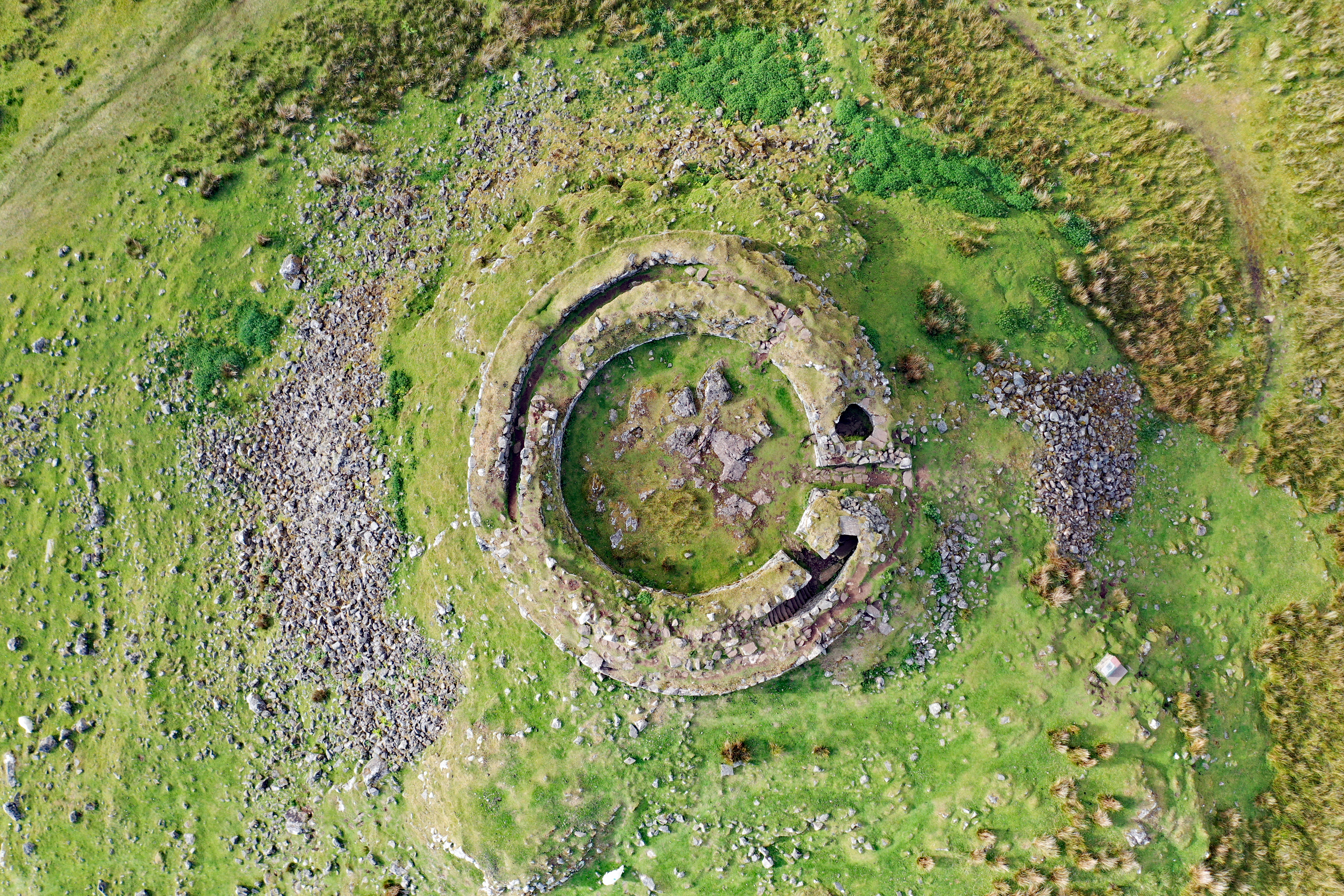
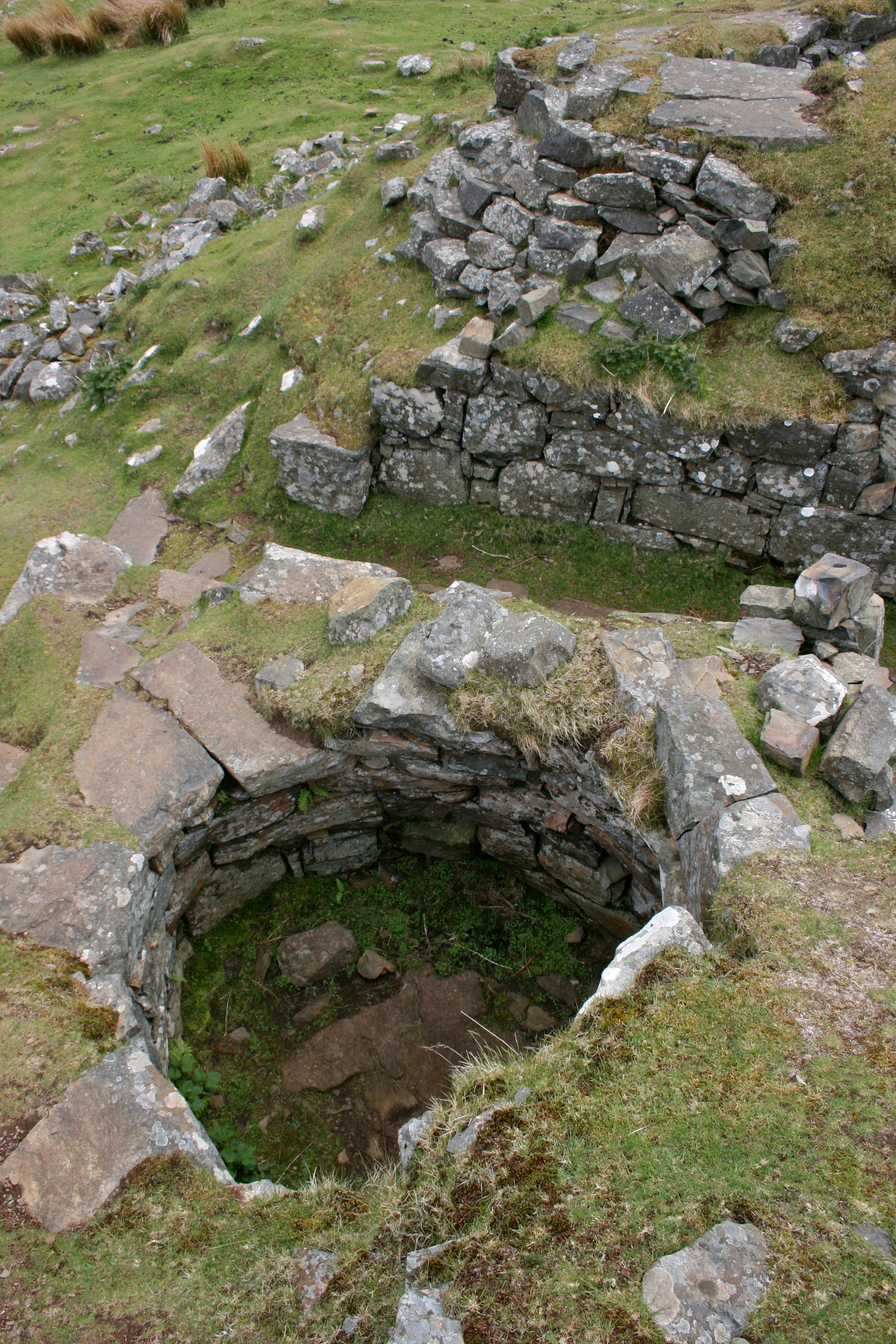
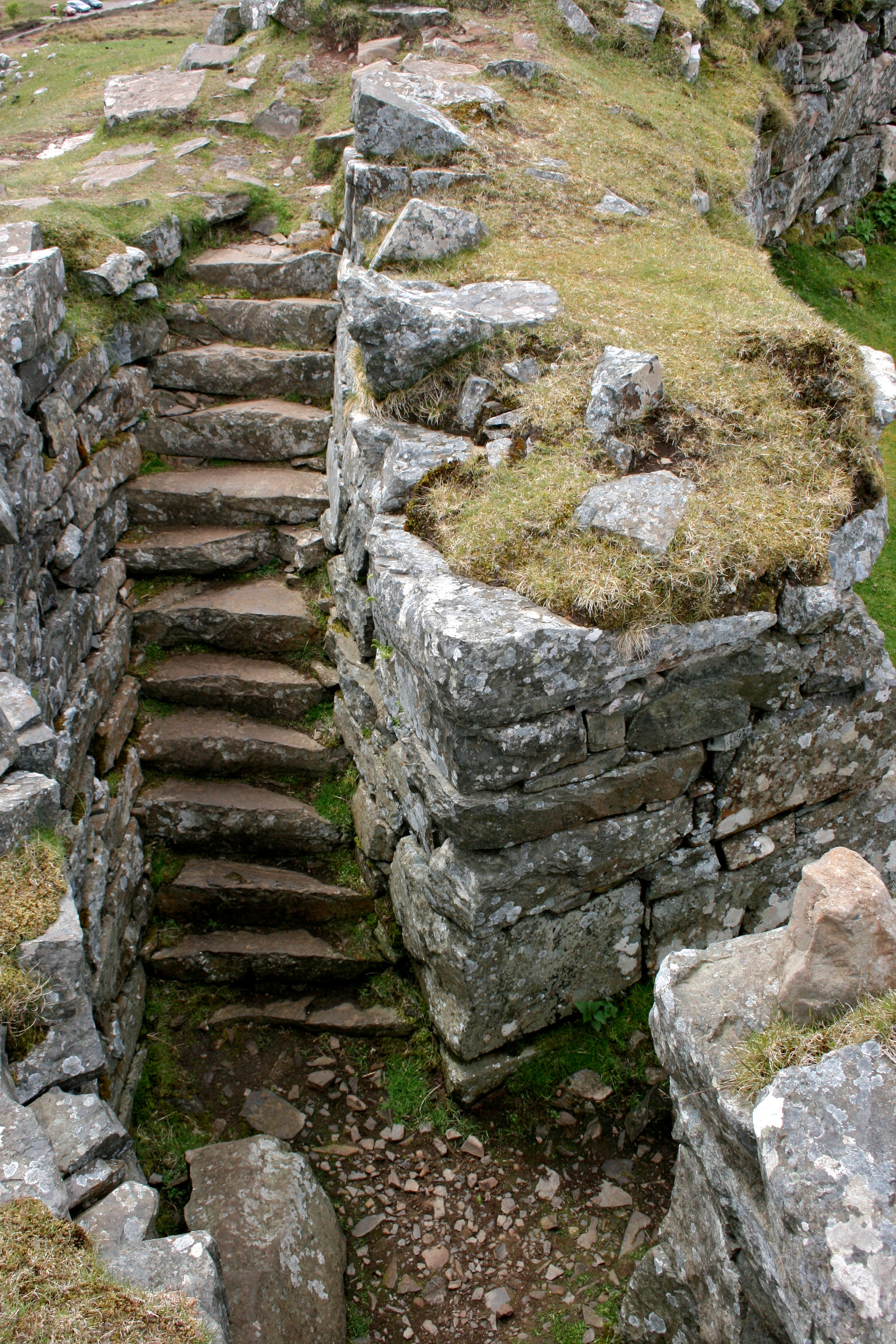

## Beschreibung
Die Struktur von Dun Beag ist bis auf etwa 1,5 m Höhe bemerkenswert gut erhalten. Das Innere des Brochs hat einen Durchmesser von 11 m. Die Ringmauer ist im Durchschnitt 4,3 m dick. Wie bei anderen Brochs sind die Wände als äußere und innere Schale gebaut mit Hohlräumen zwischen ihnen und Öffnungen zum Innenraum, um den Raum zu erhellen. Die Lücke zwischen den Wänden ließ Platz für Steintreppen, die beim Broch von Dun Beag besonders beeindruckend sind.
Dun Beag ist einer von etwa 500 Brochs, die insbesondere im Norden und Westen Schottlands zu finden sind. Brochs wurden primär vom letzten Jahrhundert v. Chr. bis zum 1. Jahrhundert n. Chr. gebaut. Die runden Turmbauten erreichten eine Höhe von 13 oder mehr Metern. Über ihren Zweck bestehen kontroverse Auffassungen, aber die lange bevorzugte von Brochs als „Farmstead“ ist ad acta gelegt. Einige sehen in ihnen defensive Strukturen, während andere glauben, dass sie Macht- und Prestigesymbole waren. Dun Beag wurde 1912 von der Gräfin Vincent Baillet de Latour ausgegraben.